# Charlotte's Web 2: Wilbur's Great Adventure
Charlotte's Web 2: Wilbur's Great Adventure là một bộ phim hoạt hình Mỹ vào năm 2003, được quay trực tiếp lên video, và là phần tiếp theo sau phần đầu Charlotte's Web. Phim được sản xuất bởi Paramount Pictures, Universal Pictures, (lô gô được nhìn thấy trong bản phát hành khắp thế giới), Universal Cartoon Studios (lô gô được nhìn thấy trong bản phát hành quốc tế), và Nickelodeon; và do Paramount Home Entertainment phát hành ở Bắc Mỹ, còn Universal Studios Home Entertainment ở bên ngoài.

## Nội dung
Bộ phim bắt đầu vào một mùa xuân, khoảng một năm sau khi Charlotte qua đời. Ba con gái của Charlotte, Nellie, Aranea, và Joy, đang ở tuổi mới lớn, coi Wilbur là một người bạn cũng như là một người thầy.
Trong lúc ấy, Wilbur kết bạn với Cardigan, một con cừu non bị những con cừu non khác cũng như những con cừu trẻ trong đàn coi thường bởi vì nó có bộ lông màu đen. Wilbur che chở Cardigan và chỉ dẫn nó về trang trại, về cách sống của các loài động vật và những nguy hiểm cần tránh.
Tuy nhiên, chỉ vài tuần sau, Zuckerman đột ngột bán Cardigan cho một người chủ trại khác, vì vậy Wilbur, cùng với những người con gái của Charlotte và Chuột Templeton, lên đường thăm Cardigan và đảm bảo rằng nó vẫn sống tốt.

## Lồng tiếng
- David Berón vai Wilbur
- Harrison Chad vai Cardigan
- Julia Duffy vai Charlotte
- Anndi McAfee vai Joy
- Maria Bamford vai Aranea
- Amanda Bynes vai Nellie
- Dawnn Lewis vai Bessie
- Rob Paulsen vai Farley
- Laraine Newman vai Gwen
- Nika Futterman vai Baby Rats
- Debi Derryberry vai Fern Arable
- Brenda Vaccaro vai Mrs. Hirsch
- Jerry Houser vai Mr. Zuckerman
- Charles Adler vai Templeton và Lurvy
- Valery Pappas vai High Strung Chicken

## Nhạc phim
- "It's Not So Hard to Be a Pig"
- "Watch Out, Wilbur the Pig!"
- "It's Good to Be Me"
- "Charlotte's Kids"